# Hanhals BK
Hanhals BK var en fotbollsklubb i Kungsbacka som bildades 1949. År 2005 slogs klubben samman med Kungsbacka BI  till Kungsbacka IF. Under många år hade man också en ishockeysektion som spelade i division I under fyra säsonger. 1988 bröts sig ishockeysektionen ur och bildade Hanhals HF.

## Fotboll
HBK höll till i lägre serier fram till tidigt 1990-talet då föreningen tog steget upp till division IV (då den femte högsta serien). Laget spelade i fyran i fem säsonger 1991-1995 men föll sedan nedåt i seriesystemet. Klubbens sista säsong (2005) spelade laget i division V, d.v.s. serien ovanför KBI som man slogs samman med efter säsongen.

## Mest framgångsrika ishockeysäsongerna
| Säsong    | Division            | Placering | Vårserie                   | Kval/Playoff                                            |
| --------- | ------------------- | --------- | -------------------------- | ------------------------------------------------------- |
| 1981/1982 | Division I Södra    | 10        |                            | nerflyttade                                             |
| 1982/1983 | Division II Södra A | 1         | Besegrar Osby IK i playoff | 1:a i Kvalserien till Division 1, uppflyttade           |
| 1983/1984 | Division I Södra    | 5         | 4:a i vårserien            |                                                         |
| 1984/1985 | Division I Södra    | 4         | 1:a i fortsättningsserien  | Playoff: Vinner mot Vita Hästen, utslagna av VIK Hockey |
| 1985/1986 | Division I Södra    | 10        | 8:a i fortsättningsserien  | nerflyttade                                             |